# Primera División 1942 (Chili)
In 1942 werd het tiende seizoen gespeeld van de Primera División, de hoogste voetbalklasse van Chili. Santiago Morning werd kampioen. 
De fusie tussen Santiago National en Juventus FC werd voor dit seizoen ongedaan gemaakt. 

## Eindstand

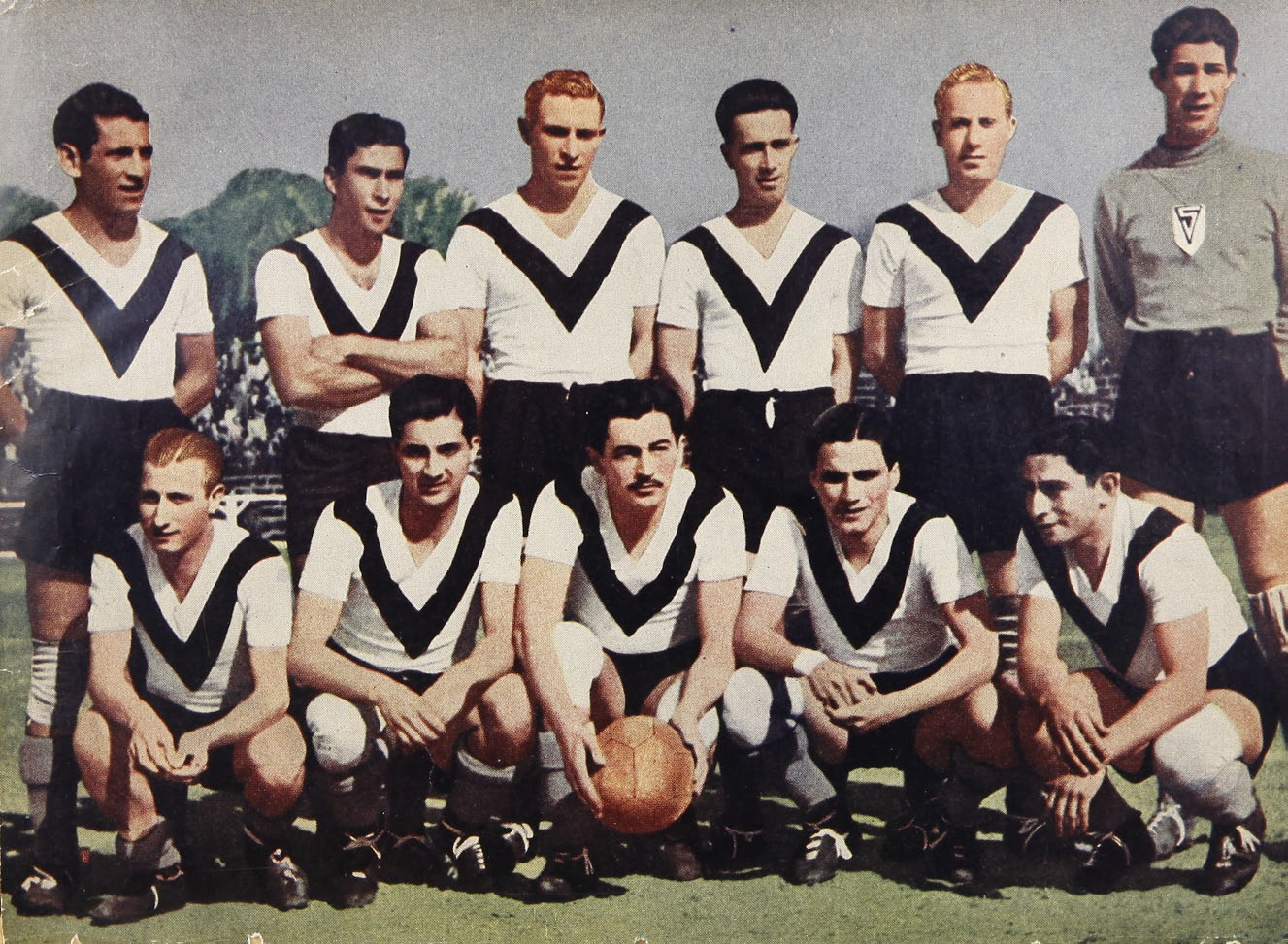
Kampioenenelftal van Santiago Morning.

| Plaats | Club                 | Wed. | W  | G | V  | Saldo | Ptn. |
| ------ | -------------------- | ---- | -- | - | -- | ----- | ---- |
| 1      | Santiago Morning     | 18   | 13 | 3 | 2  | 51:18 | 29   |
| 2      | Magallanes           | 18   | 13 | 2 | 3  | 48:28 | 2028 |
| 3      | Colo-Colo            | 18   | 10 | 5 | 3  | 42:20 | 25   |
| 4      | Green Cross          | 18   | 7  | 5 | 6  | 39:46 | 19   |
| 5      | Universidad de Chile | 18   | 5  | 8 | 5  | 28:25 | 18   |
| 6      | Audax Italiano       | 18   | 7  | 4 | 7  | 30:30 | 18   |
| 7      | Unión Española       | 18   | 7  | 1 | 10 | 36:38 | 15   |
| 8      | Badminton            | 18   | 4  | 6 | 8  | 33:39 | 14   |
| 9      | Universidad Católica | 18   | 3  | 4 | 11 | 19:40 | 10   |
| 10     | Santiago National    | 18   | 1  | 2 | 15 | 23:65 | 4    |

|  | Kampioen |